# Борго дел Вивао (Рагуза)
Борго дел Вивао је насеље у Италији у округу Рагуза, региону Сицилија.
Према процени из 2011. у насељу је живело 11 становника. Насеље се налази на надморској висини од 178 м.